# Distichophyllum obtusifolium
Distichophyllum obtusifolium är en bladmossart som beskrevs av Thériot 1907. Distichophyllum obtusifolium ingår i släktet Distichophyllum och familjen Hookeriaceae. Inga underarter finns listade i Catalogue of Life.